# FK Shoʻrtan Guzar
Der FK Shoʻrtan Guzar ist ein usbekischer Fußballklub aus der Stadt Gʻuzor. Der Verein spielt 2024 in der zweithöchsten Spielklasse, der Uzbekistan Pro League. 

## Geschichte
Der 1994 gegründete Verein begann in der drittklassigen Ikkinchi Liga. Ihm gelang der sofortige der Aufstieg in die 2. Liga. Bis 2004 spielte er durchgehend dort, bevor er sich für die Aufstiegsrunde zur Oʻzbekiston Superligasi qualifizierte und auch diese erfolgreich überstand. Im Jahr 2010 zog der Verein unter dem deutschen Trainer Edgar Hess in das nationale Pokalfinale gegen den Erstligisten Bunyodkor Taschkent ein, welches er knapp mit 0:1 verlor. Durch den 4. Platz in der Saison 2010 qualifizierte sich der Verein für den AFC Cup 2011, bei dem er die Gruppenphase als Zweitplatzierter überstand und im Achtelfinale mit 1:2 gegen al-Wihdat aus Jordanien verlor. 2013 folgte nach dem Abstieg wieder ein Jahr in der Zweitklassigkeit, doch nach dem direkten Wiederaufstieg spielte er wieder in der höchsten Klasse. 2015 gewann der Klub seinen bisher einzigen Titel, im Finale des nationalen Ligapokals schlug er den FK Mashʼal Muborak mit 6:4 nach Elfmeterschießen. 2024 ist der Verein in der zweitklassigen Uzbekistan Pro League aktiv.

## Erfolge
- Usbekischer Ligapokalsieger: 2015
- Usbekischer Zweitligameister: 2004, 2014

## Stadion
Der Verein trägt seine Heimspiele im neu renovierten und 7000 Zuschauer fassendenden G'uzor Markaziy stadioni aus.

## Bekannte Trainer
- Wiktor Passulko (2008)
- Edgar Hess (2008–2011)